# Marie-Jeanne (Starmania)
Pour les articles homonymes, voir Marie-Jeanne.
Marie-Jeanne, surnommée la « serveuse automate », est un personnage de Starmania, l'opéra-rock de Michel Berger et Luc Plamondon.

## Présentation

### Biographie fictive
Il n'y a aucune information sur le passé ou la famille de Marie-Jeanne. Adulte, cette dernière semble être devenue une jeune femme solitaire et réservée, dont l'un des rares passe-temps est de jouer de la guitare.
Son unique ami est Ziggy, un disquaire homosexuel dont elle s'est éprise d'une façon brutale et inattendue, lors d'une errance nocturne. Depuis sa rencontre avec Ziggy, tous les soirs, Marie-Jeanne fréquente les boîtes de nuit gays et branchées de la ville. Le duo se livre à de longues conversations et confessions, décortiquant également l'actualité du moment et les potins des stars.
Marie-Jeanne travaille à l'Underground Café, un emploi dont elle s'acquitte machinalement et sans grande passion, d'où son surnom de « serveuse automate ». Observatrice avisée et lucide, souvent bienveillante, parfois caustique, elle suit de loin l'agitation entourant les clients du café.
Sa clientèle compte notamment le gang des Étoiles Noires, leur chef Johnny Rockfort et sa complice Sadia. Très vite, Marie-Jeanne montre une certaine méfiance vis-à-vis de Sadia qu'elle considère comme « une révolutionnaire, une fille à papa qui a des idées bien arrêtées ». Son aversion envers Sadia s'accentue encore lorsque l'intéressée ridiculise Ziggy. Elle est plus indulgente envers Johnny, dont elle perçoit le mal-être et les frustrations.
Paradoxalement, si elle ne participe jamais à l'action, elle reste le témoin privilégié des différentes péripéties : l'arrivée de Johnny à Monopolis ; la rencontre entre le jeune homme et Sadia ; la planification des attentats par les Étoiles Noires ; la rencontre orchestrée par Sadia entre Rockfort et Cristal, la présentatrice-vedette de Télé Capitale (la chaîne d'Information en continu qui diffuse Starmania). La serveuse est la première à remettre en cause les communiqués de la chaîne affirmant que Cristal a été enlevée par les Étoiles Noires. Marie-Jeanne sait qu'il en va tout autrement : par amour, la présentatrice s'est enfuie avec Johnny et a rejoint le groupe.
Peu de temps après, Ziggy lui apprend qu'ils ne se reverront plus : Sadia lui a proposé le poste de DJ à la discothèque Naziland. Or, le Naziland appartient à Zéro Janvier, un milliardaire aux idées totalitaires, candidat à la présidence et ennemi des Étoiles Noires. Par l'intermédiaire de Ziggy, Marie-Jeanne comprend avec stupeur que Sadia travaille en réalité pour Janvier et va trahir Johnny. Le cœur brisé, Marie-Jeanne est contrainte aux adieux avec son seul ami et son unique amour.
Elle n'est pas présente à Naziland lors des événements tragiques qui viennent clore le spectacle. Apprenant le drame qui s'y est joué, elle perd foi en l'humanité et cède au désespoir :

« Laissez-moi me débattre,
Venez pas me secourir.
Venez plutôt m'abattre
Pour m'empêcher de souffrir. »

Son sort reste en suspens, on ignore si elle se suicide ou quitte définitivement les souterrains de Monopolis, comme elle le voulait au départ.

### Caractère
D'une personnalité discrète, mélancolique et rêveuse, Marie-Jeanne est la protagoniste à laquelle les spectateurs peuvent le plus s'identifier. Le journaliste culturel François Alquier l'analyse ainsi : « Marie-Jeanne est l'âme du spectacle. Les chansons de ce personnage ont tout de suite conquis les Français et les Québécois, car elles touchent à ce qu'il y a de plus naturel et de plus noble en chacun de nous : l'amour, la compassion, la compréhension, la capacité de rêver ».
Marie-Jeanne doute de ses envies, de qui elle et de ses objectifs, se remet en question en permanence. Elle montre une grande méfiance vis-à-vis des médias et porte un regard critique sur le star system. En outre, elle remet en cause les informations dévoilées par Télé Capitale, ce qui fait d'elle la seule narratrice fiable pour le public.
Elle s'avère une amie fidèle, dévouée et à l'écoute. Dans certaines versions, notamment celle de 1989 filmée au Théâtre Marigny, Marie-Jeanne n'hésite pas à tenir tête à Sadia pour soutenir Ziggy. Toutefois, son affection pour le disquaire est biaisée : elle l'idolâtre d'un amour sans retour. Sa passion pour le jeune homme incarne le seul élément non-rationnel de son existence. Elle va jusqu'à dire qu'il est « toute sa vie ».
Très éloignée des aspirations des autres personnages, la serveuse semble animée par un but simple et universel (« j'ai juste envie d'être moi »). Elle est aussi la personne la plus rationnelle de Starmania, celle qui est rattrapée par la réalité et les obligations pragmatiques : « j'ai pas envie de faire comme tout l'monde mais faut bien que j'paye mon loyer ». Elle redoute une routine à laquelle elle ne peut se soustraire et d'exister sans réellement vivre. Elle rêve d'un autre avenir, plus sain, d'un potentiel retour à la nature, loin de Monopolis : « un jour vous verrez la serveuse automate, s'en aller cultiver ses tomates au soleil ». Au milieu de l'agitation qui l'entoure, elle cherche sa vérité, « le soleil au milieu de la nuit ».
La perte de Ziggy précipite son désespoir, de même que le sort tragique des autres protagonistes qui achève de la dégoûter de ce quotidien morne et violent. La mélancolie dont elle témoigne depuis le début du spectacle cède place à une dépression violente dont l'issue reste incertaine : « j'ai la tête qui éclate, j’voudrais seulement dormir, m'étendre sur l'asphalte et me laisser mourir ».

### Place au sein de l'intrigue
Marie-Jeanne est le personnage narrateur de Starmania. En ce sens, elle est centrale à l'histoire : elle y joue le rôle du chœur antique, elle est la voix qui parle aux spectateurs, leur conte la trame et les interroge sur ce que l'on voit. Elle brise parfois le 4e mur et, selon les versions, anticipe les actions à venir :  « Sadia et Cristal au premier regard, c'était comme le feu et l'eau, vous comprendrez mieux plus tard, je vous en dis déjà trop ».

## Interprètes

### Les différents interprètes

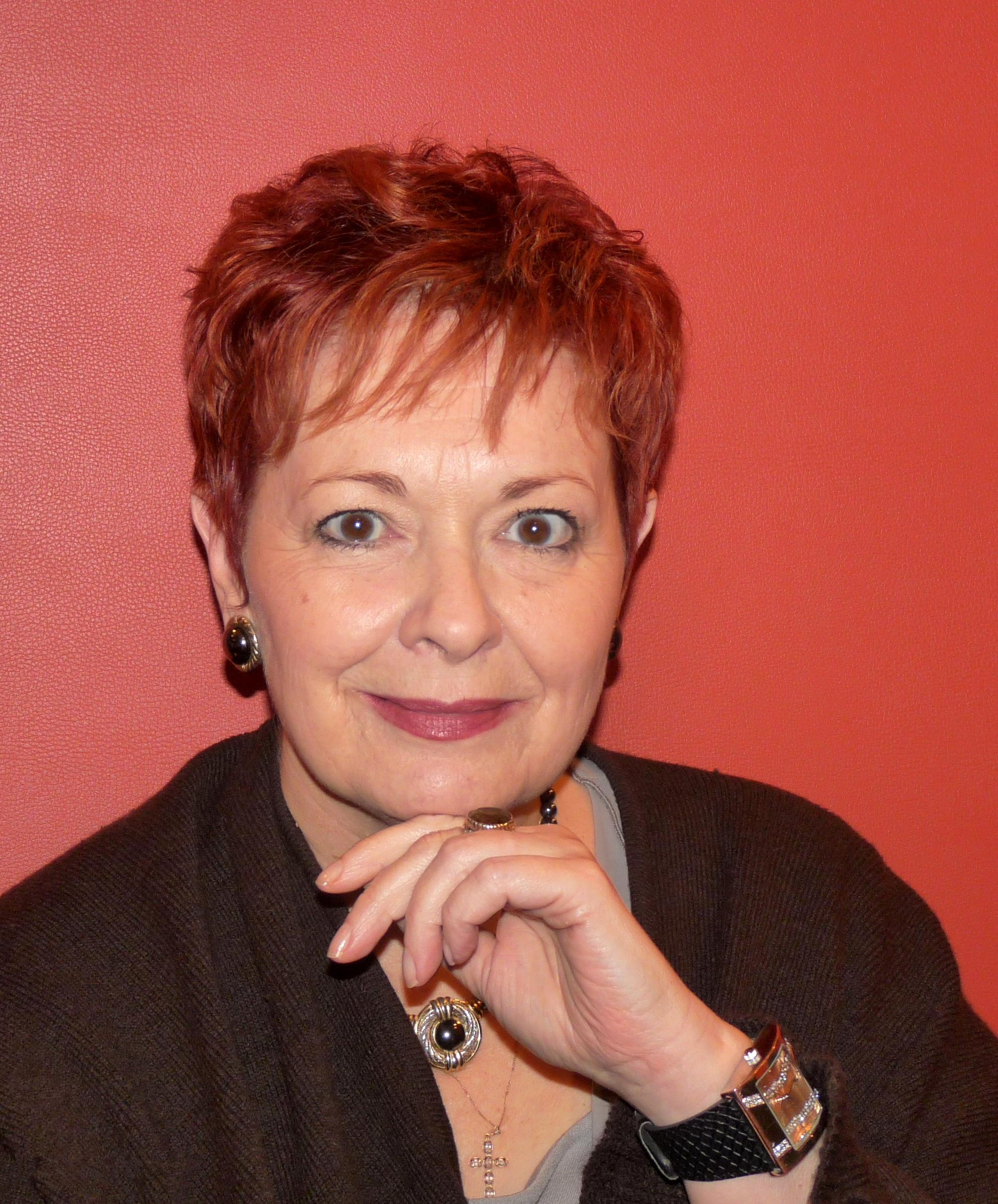
Fabienne Thibeault, première interprète de Marie-Jeanne (ici en 2011).

Fabienne Thibeault est la première interprète à jouer le rôle.
Pour la production de 1988, Céline Dion est envisagée dans le rôle. Cette dernière ayant décliné l'offre, la chanteuse belge Maurane est choisie pour incarner Marie-Jeanne. Avec Les uns contre les autres, Maurane fait sa première entrée au Top 50 où elle se classe 43e en octobre 1988. La presse est dithyrambique sur cette nouvelle mouture. La chanteuse est contrainte de quitter la troupe l'année suivante pour des raisons de santé liées à un surmenage. Ce départ est mal accepté par France Gall et devient la cause de leur inimitié.
Lui succède Réjane Perry (la future nourrice de Roméo et Juliette), qui sera en outre présente dans la captation réalisée au théâtre Marigny en 1989. Perry remplace Maurane au pied levé et doit apprendre le rôle en l'espace de quatre jours. Durant ses premières représentations, pour combler d'éventuelles lacunes, elle garde sous les yeux un grand journal (accessoire récurrent de Marie-Jeanne) qui contient en réalité l'ensemble de ses textes. Sa prestation est saluée par la critique, le public et ses coéquipiers, notamment Wenta (Sadia), qui juge sa performance extraordinaire.
Alex Montembault est sélectionné, malgré son inexpérience d'acteur, dans la production de 2022-2024 mise en scène par Thomas Jolly. Il est la première personnalité non binaire à camper le rôle. Les critiques sont très élogieuses et soulignent la délicatesse de son interprétation. Télérama estime qu'il aborde le personnage « avec un timbre renversant, [une] douceur quasi enfantine [et] un magnétisme désabusé la neutralité et la grandeur de Marie-Jeanne ». Le Point loue « une profondeur douce et remarquable ». Heidi Jutras reprend le rôle au printemps 2024.

### Vision des interprètes sur le rôle
Pour Fabienne Thibeault, la symbiose avec le personnage est évidente : « C'est la musique qui a fait son choix ; la chanson et ma voix étaient faites pour se rencontrer. Je serai Marie-Jeanne, la serveuse automate ».
Lors du lancement de Starmania au Québec, Louise Forestier se bat pour interpréter le rôle, initialement dévolu à Martine St-Clair : « J'ai appelé Luc [Plamondon], qui était mon voisin, lui disant que j'aimerais jouer la serveuse automate mais il m'a répondu que le rôle était déjà pris. Je lui ai rétorqué que j'avais 35 ans, l'âge idéal pour Marie-Jeanne, et que Martine St-Clair était trop jeune. Je lui ai donc suggéré de lui faire jouer Cristal. Luc m'a dit qu'effectivement, cette serveuse qui semble voir la société comme elle est devrait avoir plus de 18 ans. [...] J'ai eu ce rôle parce que je l'ai voulu. [...] Je me sentais très proche de Marie-Jeanne pour son manque de confiance, ses doutes, même si je pensais être plus forte et lucide qu'elle. J'aimais sa candeur mais je lui ai donné un peu plus de force. Et j'aimais les mélodies extraordinaires que j'avais à chanter. L'œuvre de Michel Berger et Luc Plamondon était magnifique ».
Camper Marie-Jeanne se révèle une expérience éreintante pour Maurane, engagée sur la production 1988 et menant de front sa carrière solo : « Epuisée, neurasthénique, je n'arrivais plus à suivre. Finalement, mon rôle commençait à me peser. Il faut dire que les chansons de la serveuse automate sont magnifiques mais assez négatives. [...] Jour après jour, je finissais par lui ressembler. Souvent, les comédiens disent qu'ils entrent dans un personnage, puis qu'ils en sortent. Moi, je n'avais pas ce recul-là. Je suis entrée dans Marie-Jeanne et j'ai souffert autant qu'elle. C'était une façon d'exorciser mes tempêtes intérieures ».
Isabelle Boulay, qui campe la serveuse automate sous la houlette de Lewis Furey, affirme que le rôle « a marqué ses interprètes. Marie-Jeanne, avec ses aspirations à un bonheur tout simple, est le personnage le plus proche du public ».

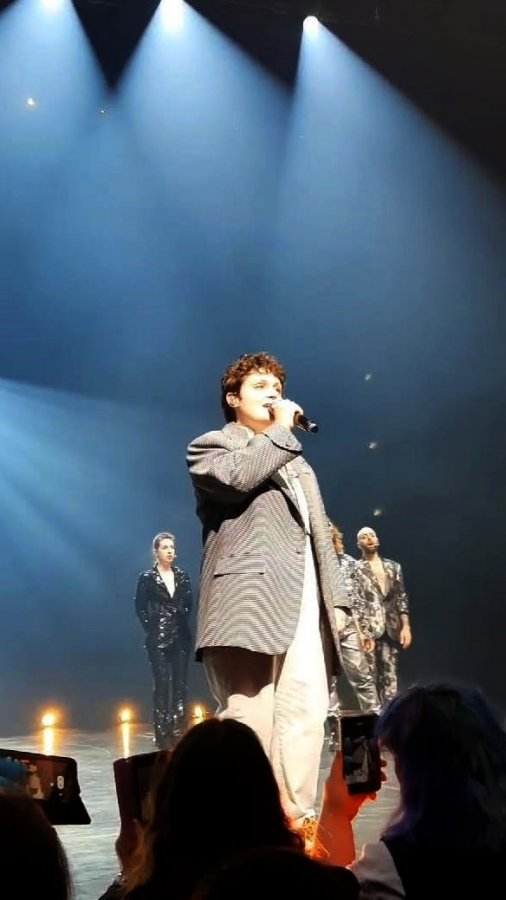
Alex Montembault lors du final de Starmania, à La Seine Musicale.

Alex Montembault, dernier titulaire en date du rôle, s'est questionné sur la façon d'aborder la serveuse automate : « Je suis non-binaire [...], instinctivement c'était un point d’interrogation pour moi d'incarner Marie-Jeanne : est-ce que je me sentais prêt à me mettre dans la peau d'un personnage féminin pendant deux ans ? Puis, rapidement, j’ai compris que le discours de Marie-Jeanne est universel, qu'elle est même l’expression de la neutralité, et que la portée de ses propos ne dépend pas de son genre. Je trouve que c'est un point intéressant qui donne de la profondeur au personnage ». Il ajoute que « Marie-Jeanne est un personnage très particulier. Elle est témoin de l'action, elle commente ce qui se passe, mais sans jamais faire pencher la balance, sans jamais essayer d'affirmer sa place, d'imprimer sa marque. Elle est un lien entre les personnages, et en même temps un lien entre ce qui se passe sur scène et le public, comme le coryphée de la tragédie antique. Elle brise le quatrième mur, cette frontière symbolique qui sépare le plateau de la salle, pour s'adresser directement au spectateur. Marie-Jeanne est la serveuse automate, dépassée par tout ce qui se passe au-dessus d'elle, au-dessus de l'Underground Café. Elle a des désirs, des envies mais elle ne sait pas exactement de quoi ». Sa prestation est unanimement saluée et Alex Montembault reçoit le prix de la Révélation masculine lors des Trophées de la comédie musicale 2023.
Heidi Jutras, successeuse de Montembault, souligne ses points communs avec la serveuse automate : « J'adore être choriste puisque je peux prendre part à la musique sans nécessairement avoir le spotlight sur moi, un peu comme Marie-Jeanne. [...] Il y a une délicatesse et une force dans les mélodies de Michel Berger qui me stimulent énormément comme interprète. [...] Je me sens privilégiée de pouvoir intégrer la troupe de Starmania, c'est un spectacle emblématique qui traverse les générations et je m'identifie beaucoup à Marie-Jeanne et ses chansons. C'est exceptionnel de pouvoir dire que j’aurai, en quelque sorte, contribué à la pérennité de cet opéra rock ».

## Chansons dans l'opéra rock

### ActeI
- La Serveuse et les Clients (Marie-Jeanne, troupe) uniquement en 1979
- Complainte de la serveuse automate (Marie-Jeanne)
- Un garçon pas comme les autres (Marie-Jeanne)

### ActeII
- Marie-Jeanne et les clients du café (Marie-Jeanne, Ziggy, troupe)
- Communiqué de l'évangéliste (l'évangéliste, Marie-Jeanne)
- L'Adieu de Marie-Jeanne à Ziggy (Marie-Jeanne et Ziggy)
- Les Uns contre les autres (Marie-Jeanne ; troupe en 2022)
- Petite musique terrienne (Marie-Jeanne, Cristal, Johnny Rockfort)
- Communiqué de l'évangéliste (l'évangéliste)
- Le monde est stone (Marie-Jeanne)
- Final (troupe)